# Краљевина Бохемија
Краљевина Бохемија (лат. Regnum Bohemiae), позната и као Чешко краљевство (чеш. České království), била је краљевина (од 1310. године у саставу Светог римског царства и Аустроугарске) на подручју данашње Чешке и историјске покрајине Бохемије.

## Историја
Кнежевина Чешка је постојала још од насељавања Чеха на просторе Бохемије. Краљевина Чешка је настала 1198. године. Њом су још увијек владали Чеси. 1310. године је припојена Светом римском царству. Од 1867. је у саставу Аустроугарске. Када се завршио Први свјетски рат, Краљевина Чешка је спојена са Словачком и настала је Чехословачка.

### Долазак Словена и настанак Чешке
Чешку су населили Словени у 6. вијеку. У периоду раног средњег века, територија Чешке је била укључена у Велику Моравску, а после њене пропасти као аутономна кнежевина под вођством династије Пшемисловића се прикључила Источнофраначкој држави. Државу христијанизују немачки свештеници, династија Пшемисловића се утврђује као владарска династија, а као последица успешних ратова са Мађарима, припојена је Моравска. У следећем периоду (високи средњи век), Чешка се консолидовала као јединствена држава у оквиру Светоримског царства немачке народности, значајно унапредила своју економску и војну моћ и почела да утиче, како на суседне немачке кнежевине, тако и на суседе ван самог царства.

### Доба каснијих Пшемисловића
Отакар II Пшемисл (1197—1230) је био способан владар и окретан политичар који је успео да од немачког цара Фридриха II Хоенштауфена (1220—1250) добије повељу којим се потврђују границе Чешке, потврду краљевске титуле, као и право да сам инвестира епископе у својој држави. Том повељом је прецизно одређено под којим условима је чешки краљ обавезан да присуствује царском Рајхстагу и колику војну или новчану помоћ Чешка дугује цару при крунисању. За време овог краља, у Чешкој је коначно потврђено право првородства у наслеђивању престола.
Пшемисла је наследио Вацлав I (1230—1253). За време његове владавине, Чешка је успешно ратовала са Аустријским војводством, а 1241. године Монголи су опустошили Моравску. Такође, краљ је неколико година ратовао са својим сином кога је подржавало побуњено племство. За време Вацлав I, почело је опсежно насељавање Немаца у пограничним крајевима као и оснивање нових градова и рудника (откривено је сребро) на територији целе земље. Ово ће бити основ за велики економски процват Чешке.
Отакар II Пшемисл (1253—1278) спада међу најмоћније владаре у чешкој историји. Поред Чешке, владао је Аустријом (од 1254), Штајерском (1259), Корушком и Крањском (од 1269). Велика освајања и кандидатура за цара су изазвале немачке кнежеве, али и чешко племство да му се супротставе и краљ је изгубио и битку и живот на Моравском пољу.
Вацлав II Пшемисл (1278—1305) је покушао да кодификује чешко право, али је тај покушај осујетило ојачало чешко племство. Донео је кодекс рударских закона, као правни основ цветајућем рударству у краљевству. Успео је да заузме Краков 1291. године и да се крунише као краљ Пољске. Такође, послао је свог сина у Угарску, где је крунисан за краља 1301. године.
Вацлав III Пшемисл (1305—1306) је био присиљен услед притиска немачког цара, папе и Анжујаца да се одрекне угарске круне. Покренуо је поход према Пољској у циљу да сломи тамошњу побуну и учврсти своју власт, али је у току похода убијен од стране неког незадовољног племића. Са његовом смрћу, угашена је династија Пшемисловића.

### Луксембурзи, период највеће чешке моћи
После неколико година борби, чешки престо је добио Јован Луксембуршки (1310—1346). Овај владар је постао идеал витештва, учествовао је у многим ратовима у Италији, Француској, Пруској, Пољској и Немачкој. Његови многобројни походи су финансијски исцрпли Чешку, а краљева незаинтересованост за управљање земљом је знатно повећала моћ племства, али и анархију у земљи. Краљ је био савезник Тевтонског реда и помагао крсташке походе против паганске Литванија, али је у савезу са Немцима, нападао и Пољску. Мада није успео да спречи обнову Пољске краљевине под Владиславом Локјетеком (1320—1333), као последица чешких напада, један део Мазовије и већина шлеских војводстава је признала врховну власт Јована Луксемуршког. Краљ Јован је погинуо у бици код Кресија, а тврди се како је његов мото Ich dien (Служим) и три нојева пера из грба преузет од стране енглеског принца као нова девиза и грб принчева од Велса. Наследио га је Карло IV.
Карло IV је успео да консолидује уздрману финансијску и војну моћ чешке монархије после владавине свог оца Јована Луксембуршког. Проводио је доста времена у краљевству и посветио много времена кодификацији чешког права, укидању приватних ратова племића, развоју пољопривреде, трговине и занаства. Лично је водио походе против разбојничких дружина које су постале бројне под ранијом владавином. Куповином, склапањем бракова и војном силом проширио је Чешку припајањем задњег независног шлеског војводства, Доње Лужице (1367) и Бранденбурга (1373). Склопио је савез са краљевима Угарске и Пољске. Посебну пажњу је посветио улепшавању Прага у којем је и основао први средњоевропски унирвезитет.
Наследио га је Вацлав IV (1378—1419) који се више пута сукобио са црквом и племићима окупљеним у Господарској лиги. Ти сукоби су доста умањили углед круне, али уз помоћ краљевских градова и нижег племства, краљ се одржао на престолу. Подржавао је рад Јана Хуса на реформи цркве и реформисао је устројство прашког универзитета у корист Чеха. Није успео да спречи нарастање немира који су се после његове смрти израсли у хуситске ратове (1420—1434).

## Друштвени развој
Рани средњи век у Чешкој карактерише апсолутна власт војвода који су управљали земљом преко жупана (comes, castellanus) увек припадницима војводине свите. Жупани су управљали повереним областима из замкова који су били седиште жупаније. Заповедали су посадом замка, свим војницима регрутованим на простору жупаније и били одговорни за прикупљање пореза, спровођење правде и одржавање реда. За своју службу, жупани су награђивани делом пореза који су прикупљали. Тек у 13 веку су уведени посебни краљевски службеници (vilici) који преузимају судска и полицијска овлашћења од жупана. У том периоду, почиње да се уздиже један слој слободних људи било служећи кнеза било стицањем богатства кроз рат. Из овог слоја, се издвојило племство.
Племство се у Чешкој рано поделило на више и ниже. Више племство (barones, domini) је углавном настало од припадника војводине свите (жупани и други краљевски службеници) док је ниже племство (rytiry, vladyky) настало од војника који су у војсци служили као коњаници. Посебна права и повластице је прво обезбедило кроз уступке војвода или кроз признате старе обичаје (правни обичаји) или устаљена схватања. Ова права су названа „право земље“ (ius terrae). „Право земље“ је признао војвода Конрад Отон, 1189. године. „Конрадовим статутима“ су призната одређена права слободних људи против злоупотреба краља или месних судова, проширили су наследна права на ћерке и браћу покојних племића и одредили су процедуру по којој је неки племић могао бити прогнат или имање конфисковано.
За разлику од раније периода, племство поред стицања слободних добара (алодијаума) почиње да претвара краљевске бенефицијуме (краљевски посед дат на привремено коришћење као награда за вршење неке службе) у наследна добра. Смањивањем фонда земљишта у краљевском поседу заједно са постизањем правних гаранција за племство, значајно умањује власт краља. У доба задњих Пшемисловића, више племство је коначно образовало посебан сталеж који има своје место у сабору и знатно утиче на спољну и унутрашњу политику Чешког краљевства.
Свештенство је у истом периоду добило статус привилегованог сталежа. Мада покушај да се чешка црква устроји према клинијевској реформи (ослобађање цркве од сваког мешања световњака) није успео, Црква је обезбедила до неке мере сопствену судску власт и попут вишег племства, преузела цивилну јурисдикцију над становницима својих поседа. Црквена земља је по закону и даље сматрана краљевим власништвом, само дата на управљање цркви.
Градови доживљавају процват почев од краја 12 века. Немци су основали већину нових градова који су функционисали на основу својих закона које су спроводили градски званичници изабрани од стране грађана. Краљевски градови су изузети од жупанске власти и јавних намета а поседовали су и право на сопствене оружане снаге као и потпуну унутрашњу самоуправу. Поред градова основаних путем даривања повластица од стране Краља, племство и црква су такође оснивали/признавали градове обично са мањим степеном аутономије (неке службенике је постављао господар, један део судске власти изузет из надлежности градских судија) као и обавезом плаћања неких намета. Мада су грађани били слободни и поседовали одређена права, све до хуситских ратова нису били признати за посебан сталеж. Праг, Кутна Хора (највећи рудник) и Плзењ су се до 15 века истакли као најважнији и најбогатији градови Чешке (у Моравској су најнапреднији били Брно и Оломоуц а ови градови ће то Тридесетогодишњег рата бити такмаци за место престонице).
Сељаштво, је чинило најбројнији део становништва. Нису поседовали земљу већ су је обрађивали под условима које је поставио феудални господар(обавеза давања дела пољопривредних и занатских производа, рад на господаревом непосредном имању, прављење замка итд). Немачки колонисти су уговорима добијали извесне повластице, углавном ослобођење од кулука и мање давање пољопривредних производа на одређени рок и право да им суде сопствене судије у складу са властитим законима. Ускоро су и многа чешка насеља изборила иста права. Услед економског развоја у 14 веку, многи феудалци су дозволили претварање натуралне ренте у новчану као и установљење правила да се одређен износ плаћа само у тачно одређена дана у години. У многим случајевима, феудалци су дозволи да се сељаци уз додану ренту ослободе ренте као и да откупљивање судске независности од господара.
Економски процват је изазвао и појаву захтева да сељаци добију земљу коју обрађују у својину. Такво право је својим сељацима доделио архиепископ Прага а тај пример су пратили и неки како црквени тако и световни поседници. Овакво гледиште је подржавао и Јан Хус а посебно радикални хусити-таборити. Али разорни хуситски ратови су уништили благостање 14 века и у даљем периоду је племство све више смањивало сељачка права.

## Географија
Краљевина Бохемија се налазила на подручју данашње западне Чешке Републике. Њена површина је заузимала око 52.000 km² Она је 1910. граничила са:
- признате државе:Њемачким царством (са запада и сјевера),
- покрајине у Аустроугарској: Доњом Аустријом (са југа), Горњом Аустријом (са југоистока) и Моравском Маркгрофијом (са истока)

## Демографија

### Попис становништва из 1772.
Према попису из 1772. године, у Бохемији је живило 2.314.795 становника.

### Попис становништва из 1857.
Према попису из 1857. године, у Бохемији је живило 4.705.527 становника.

### Попис становништва из 1880.
Према попису из 1880. године, у Бохемији је живило 5.560.819 становника.

### Попис становништва из 1890.
Према попису из 1890. године, у Бохемији је живило 5.843.094 становника.

### Попис становништва из 1900.
Према попису из 1900. године, у Бохемији је живило 6.318.697 становника. Густина становништва је 1910. године била 122 становника на km². Већина становника су били Чеси, али је било доста Нијемаца. Нијемци су насељени на пограничним дијеловима, а Чеси у осталим.
| Народ                  | Број становника | Проценат |
| ---------------------- | --------------- | -------- |
| Словени (највише Чеси) | 3.961.823       | 62,7%    |
| Немци                  | 2.356.874       | 37,3%    |
| Укупно                 | 6.318.697       | 100%     |

### Попис становништва из 1910.
Према попису из 1910. године, у Бохемији је живило 6.769.548 становника.
| Матерњи језик | Становништво | Проценат |
| ------------- | ------------ | -------- |
| чешки         | 4.171.200    | 63,2%    |
| њемачки       | 2.428.800    | 36,8%    |
| Укупно        | 6.600.000    | 100%     |

### Процјена становништва из 1915.
Према процјени из 1915. године у Бохемији је живило 6.712.944 становника.
| Народ          | Број становника | Проценат |
| -------------- | --------------- | -------- |
| Чеси и Словаци | 4.241.918       | 63,19%   |
| Нијемци        | 2.467.724       | 36,76%   |
| Остали*        | 3302            | 0,05%    |
| Укупно         | 6.712.944       | 100%     |

* У остале се рачунају:Пољаци (1.541), Рутени (1.062), Словенци (292), Срби и Хрвати (190), Италијани (136), Мађари (48) и Румуни (33)

## Административна подјела
| Области-градови | Области-градови      | Области-градови           | Области-градови       |
| --------------- | -------------------- | ------------------------- | --------------------- |
| 1. Бехине       | 5. Храдец Кралове    | 9. Локет                  | 13. Прачењ код Писека |
| 2. Болеслав     | 6. Клодзко           | 10. Влтава                | 14. Раковник          |
| 3. Часлав       | 7. Коуржим код Прага | 11. Плзењ                 | 15. Слани             |
| 4. Хрудим       | 8. Литомјержице      | 12. Подбрдско код Бероуна | 16. Жатец             |

## Списак владара
Списак краљева који су владали Краљевином Чешком дуже од 10. година.
| Редни Број | Име владара                    | Слика |
| ---------- | ------------------------------ | ----- |
| 1.         | Карло IV                       |       |
| 2.         | Вацлав IV                      |       |
| 3.         | Жигмунд Луксембуршки           |       |
| 4.         | Јиржи Подјебрадски             |       |
| 5.         | Матија Корвин                  |       |
| 6.         | Владислав II Јагелонац (млађи) |       |
| 7.         | Лајош II Јагелонац             |       |
| 8.         | Фердинанд I Хабзбуршки         |       |
| 9.         | Максимилијан II                |       |
| 10.        | Рудолф II                      |       |
| 11.        | Фердинанд III Хабзбуршки       |       |
| 12.        | Леополд I Хабзбуршки           |       |
| 13.        | Карло VI                       |       |
| 14.        | Јозеф II Хабзбуршки            |       |
| 15.        | Франц II                       |       |
| 16.        | Фердинанд I од Аустрије        |       |
| 17.        | Франц Јозеф                    |       |